# コンベア540

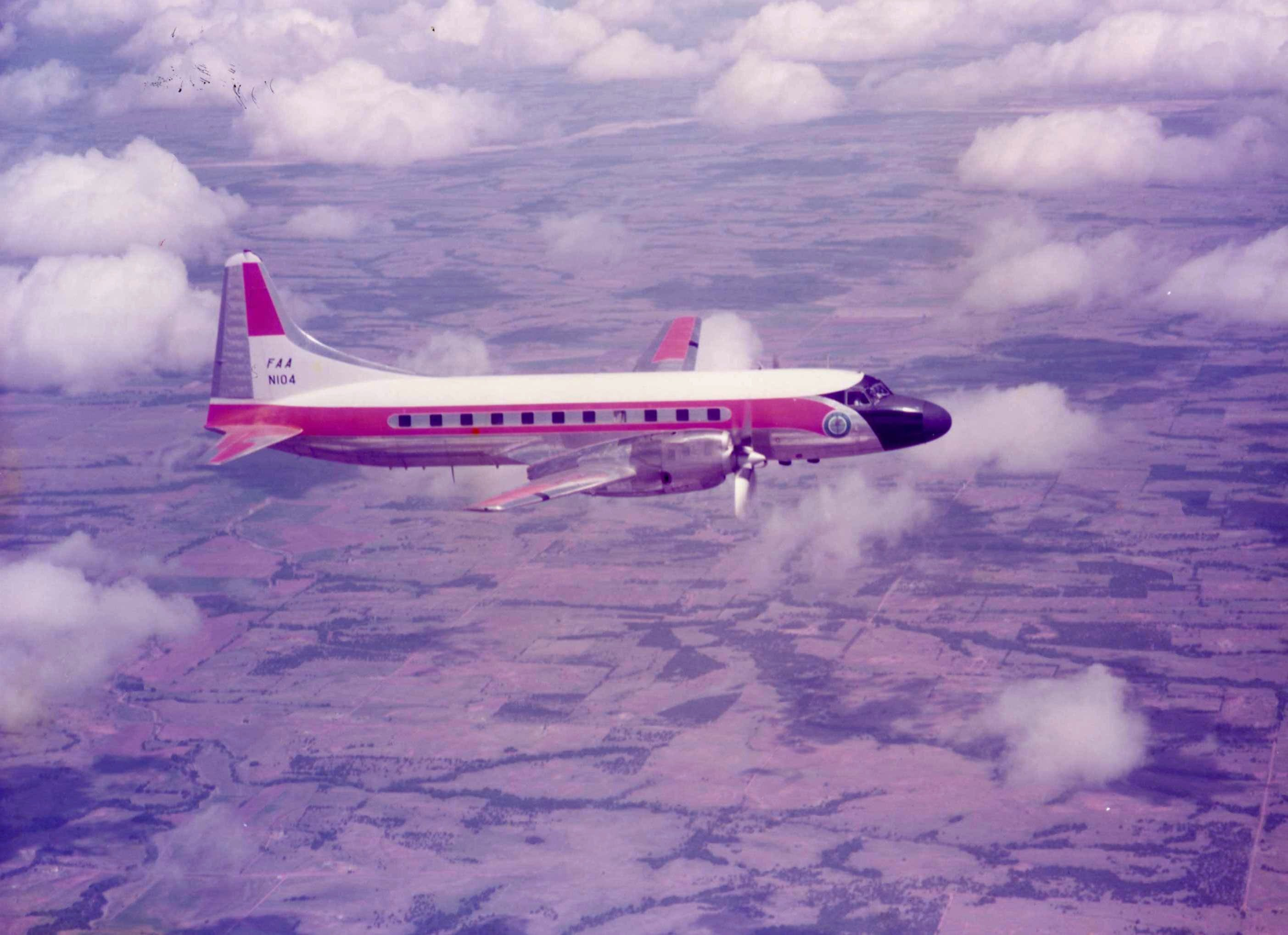
連邦航空局のCV-540

コンベア540（Convair 540もしくはCV-540）は、双発ターボプロップ旅客機。アメリカ合衆国の航空機メーカー、ジェネラル・ダイナミクス社コンベア部門のベストセラー双発レシプロ旅客機コンベア340/440のエンジンを、イギリスのネイピア・アンド・サン (Napier & Son) 社製のイーランド NE1.1 (Eland) 軸流式ターボプロップエンジンに換装した機体である。

## 概要
最初のコンベア540は、就航済のコンベア340をネイピア社が自社製のイーランド・ターボプロップエンジンに換装したもので、1955年2月9日に初飛行し、都合5機がアメリカのアレゲニー航空 (Allegheny Commuter Airlines) で試験運用された。しかし、エンジンの信頼性が低く不評で、追加発注を得られなかったばかりか、改修済の5機も元のレシプロエンジン（P&W R-2800 ダブルワスプ）に戻された。
一方、コンベアと同じジェネラル・ダイナミクスのグループ企業で、当時コンベア440をライセンス生産中だったカナディア社は、カナダ空軍の発注によりコンベア540を生産した。こちらは初めからイーランド・ターボプロップエンジンを搭載して新造されたものであり、10機が生産された。この軍用版はカナディア CL-66（Canadair CL-66）の形式名を与えられたが、やはりエンジントラブルが多発し、これらもまた後にアリソン・エンジン社 (Allison Engine Company) の T56ターボプロップエンジンに換装された。民間版はカナディア・コンベア540（Canadair Convair (CV-)540）の名称で、デモ機も用意されていたが、同じ理由で1機も売れなかった。
上記の通り、コンベア540には同一エンジン・同一名称下に、その開発過程と胴体長の異なる2機種が併存しているが、何れの製造、改修にもコンベアは直接関与していない。
当時イングリッシュ・エレクトリック (English Electric) 傘下だったネイピア社の航空エンジン部門は、1961年にロールス・ロイス社に買収されたが、同社はイーランドの基本設計に欠陥があるとして改良を放棄し、生産中止を決断したため、ヘリコプターのウエストランド ウエストミンスター (Westland Westminster) と、その他の少数の試作機を除いて、コンベア540が唯一のイーランド搭載機になり、それらの全機がイーランドを廃棄して別のエンジンに積み替えるという、惨憺たる結果に終わった。
コンベア240/340/440系を同様にターボプロップ化した機体には、他にコンベア580、コンベア600、コンベア640がある。

## 性能要目（CL-66）
- 全幅- 32.12 m
- 全長- 24.84 m
- 高さ- 8.49 m
- 機体重量- 14666 kg
- 最大離陸重量- 24130 kg
- 最高巡航速度- 518 km/h
- 最大速度- 570 km/h
- 航続距離- 3660 km
- 最大運用高度- 7620 m